# Victor Kinon
Pour les articles homonymes, voir Kinon.
Victor Kinon, né le 13 mars 1873 à Tirlemont et mort le 23 octobre 1953 à La Panne, est un poète belge de langue française.
Après des études de droit à l'université de Louvain, il fit carrière au ministère de la Justice. Écrivain catholique proche de Firmin van den Bosch et de Georges Ramaekers, il collabora à plusieurs revues et journaux : le Magasin littéraire, Durendal, le Spectateur catholique (qu'il cofonda avec Edmond De Bruyn), le Journal de Bruxelles et Le Vingtième Siècle.

## Œuvres
- Les Chansons du petit pèlerin à Notre-Dame de Montaigu, 1898
- Max Elskamp et la Poésie de Flandre, 1898
- L'Âme des saisons, 1909
- Portraits d'auteurs, 1910
- L'An Mille, 1911 (drame en cinq actes, en vers)
- Bucoliques, 1927
- Monique, 1931
- Dialogues avec le Sphinx